# Dactylomys boliviensis
Болівійський бамбуковий щур (Dactylomys boliviensis) — вид гризунів родини Голчастих щурів, що мешкає в Болівії, Перу, й на крайньому заході Бразилії, до висот 1000 м над рівнем моря. Проживає в роз'єднаних латках заростей бамбука.

## Морфологія
Дуже схожий на Dactylomys dactylinus. Середня довжина голови й хвоста: 300 мм, хвоста: 400–430 мм. Верхня частина тіла оливково-сіра чи сірувата часто з іржавими штрихами, низ білий. М'яке хутро без щетини чи колючок, хвіст голий за винятком самого верху.